# آلیزورث
آلیزورث (به انگلیسی: Ailsworth) یک روستا و محله مدنی در بریتانیا است که در پیتربورو واقع شده‌است. آلیزورث ۵۵۹ نفر جمعیت دارد.